# Thysanotus tenuis
Thysanotus tenuis là một loài thực vật có hoa trong họ Măng tây. Loài này được Lindl. miêu tả khoa học đầu tiên năm 1838.